# Кононівська сільська рада (Драбівський район)
Кононі́вська сільська́ ра́да — адміністративно-територіальна одиниця та орган місцевого самоврядування у Драбівському районі Черкаської області. Адміністративний центр — село Кононівка.

## Загальні відомості
- Населення ради: 1 363 особи (станом на 2001 рік)

## Населені пункти
Сільській раді були підпорядковані населені пункти:
- с. Кононівка
- с-ще Кононівка

## Склад ради
Рада складалася з 16 депутатів та голови.
- Голова ради: Латиш Ганна Семенівна
- Секретар ради: Штанько Ганна Миколаївна

### Керівний склад попередніх скликань
| Прізвище, ім'я, по батькові | Основні відомості                                                                                     | Дата обрання | Дата звільнення |
| --------------------------- | --- | ------------ | --------------- |
| Латиш Ганна Семенівна       | Сільський голова, 1957 року народження, освіта середня спеціальна, член Соціалістичної партії України | 26.03.2006   | 31.10.2010      |
| Латиш Ганна Семенівна       | Сільський голова, 1957 року народження, освіта середня спеціальна                                     | 31.10.2010   |                 |

Примітка: таблиця складена за даними сайту Верховної Ради України

### Депутати
За результатами місцевих виборів 2010 року депутатами ради стали:

#### За суб'єктами висування
| Суб'єкт висування                                       | Кількість обраних депутатів | %    |
| ------------------------------------------------------- | --------------------------- | ---- |
| Політична партія Всеукраїнське об'єднання «Батьківщина» | 10                          | 62,5 |
| Самовисування                                           | 5                           | 31,3 |
| Народна партія                                          | 1                           | 6,3  |

#### За округами
| № округу                                                | Прізвище, ім'я, по батькові      | Дата визнання обраним | Освіта             | Партійна приналежність                        | Відомості про обраного депутата                 |
| ------------------------------------------------------- | -------------------------------- | --------------------- | ------------------ | --------------------------------------------- | ----------------------------------------------- |
| Народна Партія                                          |                                  |                       |                    |                                               |                                                 |
| 13                                                      | Головко Катерина Миколаївна      | 05.11.2010            | вища               | член Народної партії                          | ТОВ Інагродрабів, бухгалтер                     |
| Політична партія Всеукраїнське об'єднання «Батьківщина» |                                  |                       |                    |                                               |                                                 |
| 1                                                       | Натура Тамара Василівна          | 05.11.2010            | середня спеціальна | позапартійна                                  | тимчасово не працює                             |
| 2                                                       | Чорногор Віталій Миколайович     | 05.11.2010            | вища               | позапартійний                                 | Дарницька ЕКМ, електромайстер                   |
| 3                                                       | Натура Віталій Миколайович       | 05.11.2010            | вища               | член Всеукраїнського об'єднання «Батьківщина» | ТОВ Зерносервіс, бухгалтер                      |
| 4                                                       | Мирошниченко Раїса Володимирівна | 05.11.2010            | вища               | позапартійна                                  | фельдшерсько-акушерський пункт, фельдшер        |
| 5                                                       | Чорногор Валерій Іванович        | 05.11.2010            | вища               | позапартійний                                 | ТОВ Кононівський елеватор, інженер-електрик     |
| 6                                                       | Кушнір Людмила Миколаївна        | 05.11.2010            | вища               | позапартійна                                  | Ресторан Автогриль «Мисливець», повар           |
| 7                                                       | Козій Микола Іванович            | 05.11.2010            | середня            | член Всеукраїнського об'єднання «Батьківщина» | ТОВ Кононівський елеватор, змінний майстер      |
| 8                                                       | Хвіст Валентина Євгеніївна       | 05.11.2010            | середня            | позапартійна                                  | Залізниця, касир                                |
| 9                                                       | Хіхло Анатолій Васильович        | 05.11.2010            | вища               | позапартійний                                 | Будинок культури, директор                      |
| 10                                                      | Олабин Григорій Васильович       | 05.11.2010            | вища               | позапартійний                                 | Дарницька дистанція колії, черговий по переїзду |
| Самовисування                                           |                                  |                       |                    |                                               |                                                 |
| 11                                                      | Рубан Валентина Василівна        | 05.11.2010            | вища               | член Партії регіонів                          | Залізниця, касир                                |
| 12                                                      | Олабин Василь Григорович         | 05.11.2010            | вища               | позапартійний                                 | Завод Укркартон, робітник                       |
| 14                                                      | Вербовий Анатолій Андрійович     | 05.11.2010            | середня            | член Партії регіонів                          | Драбів УЕГГ, слюсар                             |
| 15                                                      | Вербова Неля Миколаївна          | 05.11.2010            | вища               | член Партії регіонів                          | ППКуля В.А, бухгалтер                           |
| 16                                                      | Штанько Галина Миколаївна        | 05.11.2010            | вища               | член Партії регіонів                          | Кононівська сільська рада, секретар             |